# おとじょ!!
『おとじょ!!』は、2017年8月1日から2018年4月24日まで音泉にて配信されていたラジオ番組。

## 概要
音泉オリジナルの動画番組で、タイトルは「おとなりラジオ♪女子学園」の略称。番組が設定した東京のどこかにあるという架空の女子高に在籍する新人の女性声優（パーソナリティ）が、習得すべきいろはを学んでいく。

## 配信日
- 音泉 プレミアム番組（有料）[注 1][2]
  - 毎週火曜日19時更新（2017年8月1日 - 2018年4月24日）

## 番組タイトル
| 番組名                                                       | パーソナリティ | 開始日        | 終了日         | 回数 |
| ------------------------------------------------------------ | -------------- | ------------- | -------------- | ---- |
| おとじょ!! 〜教卓の下にはいりたい♪〜                         | 赤尾ひかる     | 2017年8月1日  | 2017年11月31日 | 15   |
| おとじょ!! 〜七瀬彩夏のなぁなぁなんてゆるさないんだからっ!〜 | 七瀬彩夏       | 2017年11月7日 | 2018年1月30日  | 11   |
| おとじょ!! 〜近藤玲奈のポジティブドッジボール!〜             | 近藤玲奈       | 2018年2月6日  | 2018年4月24日  | 12   |

## コーナー
大喜利〜おとぎり〜
パーソナリティが考えた大喜利のお題を元に、リスナーが回答する。
おとじょ!!の七不思議
本当か嘘か不確かな噂話をリスナーから募集。
さっきの相談なんだけど…
リスナーから悩み相談を募集。
今日のカンペ
番組中のどこかで差し込まれるカンペ（番組指示）の内容を募集。
近藤玲奈が例えます！
リスナーから募集した質問に対し、近藤が例えながら回答する。
りんりんりんり♪
リスナーから募集した疑問に対し、近藤なりの倫理で正しいと思う意見を述べる。
REINAのポジティブラップ
リスナーから募集した失敗談に対し、近藤がポジティブラップを披露して元気づける。

## ゲスト
- 2017年9月26日 - 矢作紗友里
- 2018年1月23日 - 赤尾ひかる
- 2018年4月24日 - 七瀬彩夏